# Ernest Meholli
Ernest Meholli (Kosovo, 1980) is een Nederlands filmregisseur, scriptschrijver en kunstschilder.

## Biografie
Meholli werd geboren in Kosovo, maar verhuisde eind jaren 90 naar Oldenzaal. Hij studeerde aan de ‘’AKI’’ de Academie voor Kunst en Industrie en de Nederlandse Film- en Televisie Academie. Na zijn afstuderen maakte hij zijn eerste speelfilm Gone Back met onder andere de actrice Hanna Verboom. Deze film won in 2014 de publieksprijs op het Prishtina International film festival (PriFest) in Kosovo en twee prijzen op het International Filmmaker Festival of New York (IFFNY), te weten de Beste film en Beste acteur.

## Filmografie
- Gone Back
- Ilirana[4]
- Red Sea[4]
- Paraphilia[4]